# Corte Constitucional de Rumania
La Corte Constitucional de Rumania (en rumano: Curtea Constituţională a României) es la institución que vela por la constitucionalidad de las leyes y decretos que emanan de las autoridades rumanas.
Está compuesto por nueve jueces que sirven durante mandatos de nueve años improrrogables. El Presidente, el Senado y la Cámara de representantes son los encargados de nombrar a los nueve jueces, designando cada organismo a tres. Se renuevan tres jueces cada tres años. La última renovación ocurrió en 2010. 

## Poderes
Según el Artículo 144 de la Constitución, la Corte Constitucional ejerce los siguientes poderes:
- determinar la constitucionalidad de las leyes, antes de su promulgación, después de su notificación por parte del Presidente de Rumania, el presidente de cualquier cámara del Parlamento de Rumania, el Gobierno de Rumania, la Corte Suprema de Justicia, por al menos 50 diputados o al menos 25 senadores, o también, ex officio, siguiendo iniciativas para revisar la Constitución.
- determinar la constitucionalidad de la Comisión de Reglamentos del Parlamento, después de la notificación o bien del Presidente de cualquier cámara, de un grupo parlamentario o por parte de al menos 50 diputados o 25 senadores.
- deliberar tocante a las excepciones en las sentencias de los tribunales debidas a la inconstitucionalidad de las leyes.
- garantizar el cumplimiento de los procesos de elección del Presidente y confirmar los resultados de las elecciones.
- verificar las circunstancias que justifican el ejercicio ad interim del Presidente, e informar al Parlamento y al Gobierno.
- juzgar la propuesta de suspender al Presidente del cargo.
- controlar las condiciones de ejercicio de la iniciativa legislativa de los ciudadanos.
- deliberar sobre objeciones de inconstitucionalidad de partidos políticos.

## Miembros

### Estructura actual
| Designa                        | Nombre                             | Inicio de mandato | Fin de mandato |
| ------------------------------ | ---------------------------------- | ----------------- | -------------- |
| Senado de Rumania              | Ion Predescu (Presidente interino) | 2004 (2010)       | 2013 (2010)    |
| Senado de Rumania              | Valentin-Zoltán Puskás             | 2007              | 2016           |
| Senado de Rumania              | Iulia Antoanella Motoc             | 2010              | 2019           |
| Cámara de Diputados de Rumania | Aspazia Cojocaru                   | 2004              | 2013           |
| Cámara de Diputados de Rumania | Tudorel Toader                     | 2007              | 2016           |
| Cámara de Diputados de Rumania | Ştefan Minea                       | 2010              | 2019           |
| Presidente de Rumania          | Acsinte Gaspar                     | 2004              | 2013           |
| Presidente de Rumania          | Augustin Zegrean (Presidente)      | 2007 (2010)       | 2016 (2013)    |
| Presidente de Rumania          | Petre Lăzăroiu                     | 2010              | 2019           |

### Historia
Desde su creación en el año 1992, la Corte Constitucional ha tenido la siguiente composición.
LEYENDA
- En negrita miembros actuales;
- En cursiva propuestos aún sin confirmar
- d - juez fenecido durante su mandato;
- r - juez dimitido.

| Años | Nombrado por el Senado de Rumania | Nombrado por el Senado de Rumania | Nombrado por el Senado de Rumania | Nombrado por la Cámara de Diputados de Rumania | Nombrado por la Cámara de Diputados de Rumania | Nombrado por la Cámara de Diputados de Rumania | Nombrado por el Presidente de Rumania | Nombrado por el Presidente de Rumania | Nombrado por el Presidente de Rumania | Corte Presidente | Corte Presidente     | Años             |
| Años | Primer mandato                    | Segundo mandato                   | Tercer mandato                    | Primer mandato                                 | Segundo mandato                                | Tercer mandato                                 | Primer mandato                        | Segundo mandato                       | Tercer mandato                        | Corte Presidente | Corte Presidente     | Años             |
| ---- | --------------------------------- | --------------------------------- | --------------------------------- | ---------------------------------------------- | ---------------------------------------------- | ---------------------------------------------- | ------------------------------------- | ------------------------------------- | ------------------------------------- | ---------------- | -------------------- | ---------------- |
| 1992 | Fazakás Miklosd                   | Viorel-Mihai Ciobanu              | Antonie Iorgovanr                 | Ion Filipescu                                  | Victor-Dan Zlătescu                            | Ioan Muraru                                    | Vasile Gionea                         | Mihai Constantinescu                  | Florin Bucur Vasilescu                | 1                | Vasile Gionea        | 1992             |
| 1993 | Fazakás Miklosd                   | Viorel-Mihai Ciobanu              | Antonie Iorgovanr                 | Ion Filipescu                                  | Victor-Dan Zlătescu                            | Ioan Muraru                                    | Vasile Gionea                         | Mihai Constantinescu                  | Florin Bucur Vasilescu                | 1                | Vasile Gionea        | 1993             |
| 1994 | Fazakás Miklosd                   | Viorel-Mihai Ciobanu              | Antonie Iorgovanr                 | Ion Filipescu                                  | Victor-Dan Zlătescu                            | Ioan Muraru                                    | Vasile Gionea                         | Mihai Constantinescu                  | Florin Bucur Vasilescu                | 1                | Vasile Gionea        | 1994             |
| 1995 | Fazakás Miklosd                   | Viorel-Mihai Ciobanu              | Antonie Iorgovanr                 | Ion Filipescu                                  | Victor-Dan Zlătescu                            | Ioan Muraru                                    | Vasile Gionea                         | Mihai Constantinescu                  | Florin Bucur Vasilescu                | 1                | Vasile Gionea        | 1995             |
| 1995 | Costică Bulai                     | Viorel-Mihai Ciobanu              | Antonie Iorgovanr                 | Lucian Stângu                                  | Victor-Dan Zlătescu                            | Ioan Muraru                                    | Ioan Deleanur                         | Mihai Constantinescu                  | Florin Bucur Vasilescu                | 2                | Ioan Muraru          | 1995             |
| 1996 | Costică Bulai                     | Viorel-Mihai Ciobanu              | Antonie Iorgovanr                 | Lucian Stângu                                  | Victor-Dan Zlătescu                            | Ioan Muraru                                    | Ioan Deleanur                         | Mihai Constantinescu                  | Florin Bucur Vasilescu                | 2                | Ioan Muraru          | 1996             |
| 1996 | Costică Bulai                     | Viorel-Mihai Ciobanu              | Romul Petru Vonica                | Lucian Stângu                                  | Victor-Dan Zlătescu                            | Ioan Muraru                                    | Nicolae Popa                          | Mihai Constantinescu                  | Florin Bucur Vasilescu                | 2                | Ioan Muraru          | 1996             |
| 1997 | Costică Bulai                     | Viorel-Mihai Ciobanu              | Romul Petru Vonica                | Lucian Stângu                                  | Victor-Dan Zlătescu                            | Ioan Muraru                                    | Nicolae Popa                          | Mihai Constantinescu                  | Florin Bucur Vasilescu                | 2                | Ioan Muraru          | 1997             |
| 1998 | Costică Bulai                     | Viorel-Mihai Ciobanu              | Romul Petru Vonica                | Lucian Stângu                                  | Victor-Dan Zlătescu                            | Ioan Muraru                                    | Nicolae Popa                          | Mihai Constantinescu                  | Florin Bucur Vasilescu                | 2                | Ioan Muraru          | 1998             |
| 1998 | Costică Bulai                     | Kozsokár Gábor                    | Romul Petru Vonica                | Lucian Stângu                                  | Constantin Doldurr                             | Ioan Muraru                                    | Nicolae Popa                          | Lucian Mihair                         | Florin Bucur Vasilescu                | 3                | Lucian Mihai         | 1998             |
| 1999 | Costică Bulai                     | Kozsokár Gábor                    | Romul Petru Vonica                | Lucian Stângu                                  | Constantin Doldurr                             | Ioan Muraru                                    | Nicolae Popa                          | Lucian Mihair                         | Florin Bucur Vasilescu                | 3                | Lucian Mihai         | 1999             |
| 2000 | Costică Bulai                     | Kozsokár Gábor                    | Romul Petru Vonica                | Lucian Stângu                                  | Constantin Doldurr                             | Ioan Muraru                                    | Nicolae Popa                          | Lucian Mihair                         | Florin Bucur Vasilescu                | 3                | Lucian Mihai         | 2000             |
| 2000 | Costică Bulai                     | Kozsokár Gábor                    | Nicolae Cochinescu                | Lucian Stângu                                  | Constantin Doldurr                             | Ioan Vida                                      | Nicolae Popa                          | Şerban Viorel Stănoiu                 | Petre Ninosud                         | 3                | Lucian Mihai         | 2000             |
| 2001 | Costică Bulai                     | Kozsokár Gábor                    | Nicolae Cochinescu                | Lucian Stângu                                  | Constantin Doldurr                             | Ioan Vida                                      | Nicolae Popa                          | Şerban Viorel Stănoiu                 | Petre Ninosud                         | 3                | Lucian Mihai         | 2001             |
| 2001 | Costică Bulai                     | Kozsokár Gábor                    | Nicolae Cochinescu                | Lucian Stângu                                  | Constantin Doldurr                             | Ioan Vida                                      | Nicolae Popa                          | Şerban Viorel Stănoiu                 | Petre Ninosud                         | 4                | Nicolae Popa         | 2001             |
| 2002 | Costică Bulai                     | Kozsokár Gábor                    | Nicolae Cochinescu                | Lucian Stângu                                  | Constantin Doldurr                             | Ioan Vida                                      | Nicolae Popa                          | Şerban Viorel Stănoiu                 | Petre Ninosud                         | 4                | Nicolae Popa         | 2002             |
| 2003 | Costică Bulai                     | Kozsokár Gábor                    | Nicolae Cochinescu                | Lucian Stângu                                  | Constantin Doldurr                             | Ioan Vida                                      | Nicolae Popa                          | Şerban Viorel Stănoiu                 | Petre Ninosud                         | 4                | Nicolae Popa         | 2003             |
| 2004 | Costică Bulai                     | Kozsokár Gábor                    | Nicolae Cochinescu                | Lucian Stângu                                  | Constantin Doldurr                             | Ioan Vida                                      | Nicolae Popa                          | Şerban Viorel Stănoiu                 | Petre Ninosud                         | 4                | Nicolae Popa         | 2004             |
| 2004 | Ion Predescu                      | Kozsokár Gábor                    | Nicolae Cochinescu                | Aspazia Cojocaru                               | Constantin Doldurr                             | Ioan Vida                                      | Acsinte Gaspar                        | Şerban Viorel Stănoiu                 | Petre Ninosud                         | 5                | Ioan Vida            | 2004             |
| 2005 | Ion Predescu                      | Kozsokár Gábor                    | Nicolae Cochinescu                | Aspazia Cojocaru                               | Constantin Doldurr                             | Ioan Vida                                      | Acsinte Gaspar                        | Şerban Viorel Stănoiu                 | Petre Ninosud                         | 5                | Ioan Vida            | 2005             |
| 2006 | Ion Predescu                      | Kozsokár Gábor                    | Nicolae Cochinescu                | Aspazia Cojocaru                               | Constantin Doldurr                             | Ioan Vida                                      | Acsinte Gaspar                        | Şerban Viorel Stănoiu                 | Petre Ninosud                         | 5                | Ioan Vida            | 2006             |
| 2007 | Ion Predescu                      | Kozsokár Gábor                    | Nicolae Cochinescu                | Aspazia Cojocaru                               | Constantin Doldurr                             | Ioan Vida                                      | Acsinte Gaspar                        | Şerban Viorel Stănoiu                 | Petre Ninosud                         | 5                | Ioan Vida            | 2007             |
| 2007 | Ion Predescu                      | Valentin-Zoltán Puskás            | Nicolae Cochinescu                | Aspazia Cojocaru                               | Tudorel Toader                                 | Ioan Vida                                      | Acsinte Gaspar                        | Augustin Zegrean                      | Petre Ninosud                         | 5                | Ioan Vida            | 2007             |
| 2008 | Ion Predescu                      | Valentin-Zoltán Puskás            | Nicolae Cochinescu                | Aspazia Cojocaru                               | Tudorel Toader                                 | Ioan Vida                                      | Acsinte Gaspar                        | Augustin Zegrean                      | Petre Ninosud                         | 5                | Ioan Vida            | 2008             |
| 2008 | Ion Predescu                      | Valentin-Zoltán Puskás            | Nicolae Cochinescu                | Aspazia Cojocaru                               | Tudorel Toader                                 | Ioan Vida                                      | Acsinte Gaspar                        | Augustin Zegrean                      | Petre Lăzăroiu                        | 5                | Ioan Vida            | 2008             |
| 2009 | Ion Predescu                      | Valentin-Zoltán Puskás            | Nicolae Cochinescu                | Aspazia Cojocaru                               | Tudorel Toader                                 | Ioan Vida                                      | Acsinte Gaspar                        | Augustin Zegrean                      | 2009                                  | 5                | Ioan Vida            |                  |
| 2010 | Ion Predescu                      | Valentin-Zoltán Puskás            | Nicolae Cochinescu                | Aspazia Cojocaru                               | Tudorel Toader                                 | Ioan Vida                                      | Acsinte Gaspar                        | Augustin Zegrean                      | 2010                                  | 5                | Ioan Vida            |                  |
| 2010 | Ion Predescu                      | Valentin-Zoltán Puskás            | Nicolae Cochinescu                | Aspazia Cojocaru                               | Tudorel Toader                                 | Ioan Vida                                      | Acsinte Gaspar                        | Augustin Zegrean                      | 2010                                  | —                | Ion Predescu interim |                  |
| 2010 | Ion Predescu                      | Valentin-Zoltán Puskás            | Iulia Antoanella Motoc            | Aspazia Cojocaru                               | Tudorel Toader                                 | Ştefan Minea                                   | Acsinte Gaspar                        | Augustin Zegrean                      | 2010                                  | Petre Lăzăroiu   | 6                    | Augustin Zegrean |
| 2011 | Ion Predescu                      | Valentin-Zoltán Puskás            | Iulia Antoanella Motoc            | Aspazia Cojocaru                               | Tudorel Toader                                 | Ştefan Minea                                   | Acsinte Gaspar                        | Augustin Zegrean                      | 2011                                  | Petre Lăzăroiu   | 6                    | Augustin Zegrean |
| 2012 | Ion Predescu                      | Valentin-Zoltán Puskás            | Iulia Antoanella Motoc            | Aspazia Cojocaru                               | Tudorel Toader                                 | Ştefan Minea                                   | Acsinte Gaspar                        | Augustin Zegrean                      | 2012                                  | Petre Lăzăroiu   | 6                    | Augustin Zegrean |
| 2012 |                                   | Valentin-Zoltán Puskás            | Iulia Antoanella Motoc            |                                                | Tudorel Toader                                 | Ştefan Minea                                   |                                       | Augustin Zegrean                      | 2012                                  | Petre Lăzăroiu   | 6                    | Augustin Zegrean |
| 2013 | 2013                              | Valentin-Zoltán Puskás            | Iulia Antoanella Motoc            |                                                | Tudorel Toader                                 | Ştefan Minea                                   |                                       | Augustin Zegrean                      |                                       | Petre Lăzăroiu   | 6                    | Augustin Zegrean |
| 2013 | 2013                              | Valentin-Zoltán Puskás            | Iulia Antoanella Motoc            | 7                                              | Tudorel Toader                                 | Ştefan Minea                                   |                                       | Augustin Zegrean                      |                                       | Petre Lăzăroiu   |                      |                  |
| 2014 | 2014                              | Valentin-Zoltán Puskás            | Iulia Antoanella Motoc            |                                                | Tudorel Toader                                 | Ştefan Minea                                   |                                       | Augustin Zegrean                      |                                       | Petre Lăzăroiu   |                      |                  |
| 2015 | 2015                              | Valentin-Zoltán Puskás            | Iulia Antoanella Motoc            |                                                | Tudorel Toader                                 | Ştefan Minea                                   |                                       | Augustin Zegrean                      |                                       | Petre Lăzăroiu   |                      |                  |
| 2015 | 2015                              |                                   | Iulia Antoanella Motoc            |                                                |                                                | Ştefan Minea                                   |                                       |                                       |                                       | Petre Lăzăroiu   |                      |                  |
| 2016 | 2016                              |                                   | Iulia Antoanella Motoc            |                                                |                                                | Ştefan Minea                                   |                                       |                                       |                                       | Petre Lăzăroiu   |                      |                  |
| 2016 | 2016                              | 8                                 | Iulia Antoanella Motoc            |                                                |                                                | Ştefan Minea                                   |                                       |                                       |                                       | Petre Lăzăroiu   |                      |                  |
| 2017 | 2017                              |                                   | Iulia Antoanella Motoc            |                                                |                                                | Ştefan Minea                                   |                                       |                                       |                                       | Petre Lăzăroiu   |                      |                  |
| 2018 | 2018                              |                                   | Iulia Antoanella Motoc            |                                                |                                                | Ştefan Minea                                   |                                       |                                       |                                       | Petre Lăzăroiu   |                      |                  |
| 2019 | 2019                              |                                   | Iulia Antoanella Motoc            |                                                |                                                | Ştefan Minea                                   |                                       |                                       |                                       | Petre Lăzăroiu   |                      |                  |